# Сёренсен, Адам
А́дам Сёренсен (дат. Adam Sørensen; 11 ноября 2000, Херлев, Дания) —  датский футболист, защитник клуба «Оденсе».

## Карьера
Сёренсен начал свою футбольную карьеру в команде «Херлев» из своего родного города. В 2011 перешел в академию клуба «Люнгбю», где начал играть за команду до 12 лет. 3 марта 2018 года дебютировал за клуб в Суперлиги против «Хобро». В возрасте 17 лет и 112 дней Сёренсен стал самым молодым игроком дебютировавшим в Суперлиги за «Люнгбю».
В июне 2020 года получил травму разрыв крестообразной связки. Из-за этого пропустил больше года игровой практики.
В январе 2023 года подписал пятилетний контракт с норвежским клубом «Будё-Глимт». 10 апреля дебютировал в Элитсерии против «Сарпсборг 08», выйдя на поле заменив Йоэль Мвука на 90-й минуте матча. Дебютировал в Еврокубках 16 февраля 2023 года, в матче раунда плей-офф Лиги конференции УЕФА против польского клуба «Лех».

### Сборная
Сёренсен принимал участие в составе национальных сборных Дании в различных возрастных группах, включая команды до 16, до 17 и до 19 лет.

## Статистика
| Выступление      | Выступление      | Выступление      | Лига | Лига | Кубок | Кубок | Еврокубки | Еврокубки | Итого | Итого |
| Клуб             | Лига             | Сезон            | Игры | Голы | Игры  | Голы  | Игры      | Голы      | Игры  | Голы  |
| ---------------- | ---------------- | ---------------- | ---- | ---- | ----- | ----- | --------- | --------- | ----- | ----- |
| Люнгбю           | Суперлига        | 2017/18          | 6    | 0    | 5     | 1     | —         | —         | 11    | 1     |
| Люнгбю           | 1-й дивизион     | 2018/19          | 16   | 1    | —     | —     | —         | —         | 16    | 1     |
| Люнгбю           | Суперлига        | 2019/20          | 1    | 0    | —     | —     | —         | —         | 1     | 0     |
| Люнгбю           | Суперлига        | 2020/21          | —    | —    | —     | —     | —         | —         | 0     | 0     |
| Люнгбю           | 1-й дивизион     | 2021/22          | 32   | 1    | 3     | 0     | —         | —         | 35    | 1     |
| Люнгбю           | Суперлига        | 2022/23          | 16   | 0    | 1     | 0     | —         | —         | 17    | 0     |
| Люнгбю           | Итого            | Итого            | 71   | 2    | 9     | 1     | —         | —         | 80    | 3     |
| Будё-Глимт       | Элитсерия        | 2023             | 21   | 0    | 6     | 1     | 7         | 1         | 34    | 2     |
| Будё-Глимт       | Итого            | Итого            | 21   | 0    | 6     | 1     | 7         | 1         | 34    | 2     |
| Всего за карьеру | Всего за карьеру | Всего за карьеру | 92   | 2    | 15    | 2     | 7         | 1         | 114   | 5     |

1. ↑  Пропустил сезон из-за разрыва крестообразной связки.

## Достижения
«Будё-Глимт»
- Чемпион Норвегии: 2023